# 瑞典-挪威聯盟解體

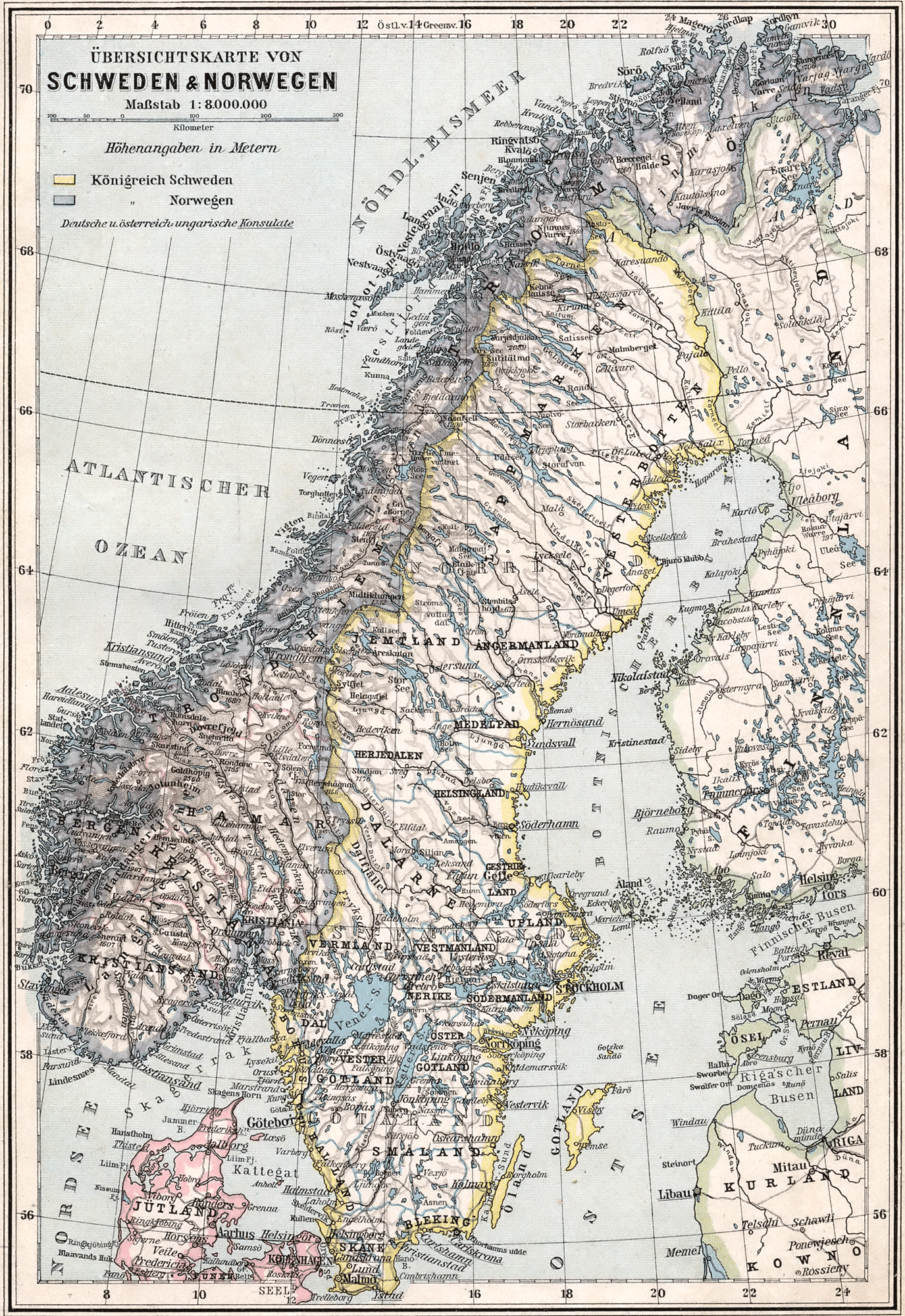
1905年瑞典-挪威地圖

1905年6月7日，挪威議會宣告瑞典-挪威聯盟解體。經過瑞典和挪威多月的協商，瑞典終於在同年10月26日承認挪威為獨立的立憲君主國。奧斯卡二世當日放棄了挪威王位，丹麥的卡爾王子於11月18日登基為挪威國王哈康七世。

## 背景

### 聯合成立
丹麥在拿破崙戰爭戰敗，被迫在1814年簽訂《基爾條約》割讓挪威予瑞典。挪威不滿條約內容，趁機宣告獨立，選出總督克里斯蒂安·弗雷德里克為國王，並於5月17日制訂憲法。但瑞典不久便入侵挪威，挪威被迫在8月14日莫斯會議同意和瑞典成立共主邦聯瑞典挪威聯盟。雖然挪威議會選出瑞典國王卡爾十三世為挪威國王卡爾二世，但挪威仍可根據憲法擁有自己的議會、法院和政府。然而，挪威的外交關係由國王委派的瑞典外交部負責。兩國人民大致關係良好，國王也會同時考慮兩國的利益。

### 國王和議會的權力抗衡

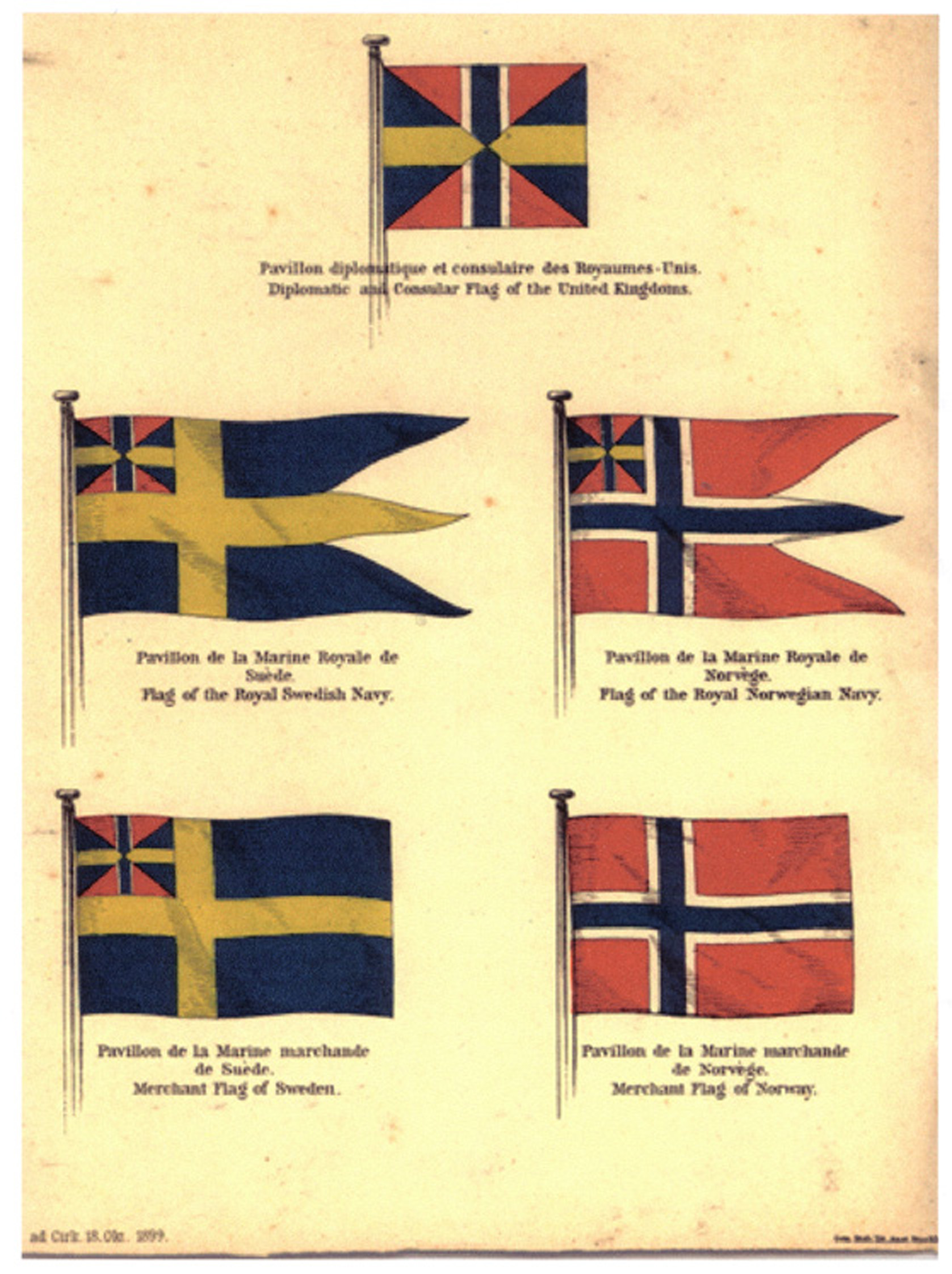
1898年至1905年間兩國的海軍旗和國旗

自卡爾三世·約翰始，挪威議會一直與歷代國王爭權。1884年，挪威通過議會制，國王的政府必須得到議會大比數支持。
此外，反對聯合派也爭取以「純正」挪威國旗為正式國旗。自1844年，瑞典和挪威的國旗的左上方都有象徵兩國聯合的聯合徽章（俗稱「鯡魚沙拉」）。起初，挪威人民認為這象徵兩國地位平等，故歡迎這徽章；但後來對聯合不滿的人越來越多，國內出現取消聯合徽章的呼聲。左翼黨於1898年成功把聯合徽章從國旗取下。

### 利益分歧
瑞挪兩國的利益日漸出現分歧。挪威認為瑞典外交部沒有充份照顧它的對外利益。以下是導致兩國產生衝突的因素：
- 挪威的經濟依賴對外貿易，受瑞典的貿易保護主義政策影響。
- 挪威與英國關係密切；瑞典與德國關係密切。
- 挪威較瑞典對歐洲以外的地區有興趣。

此外，挪威的議會制日益成熟，國內政治趨向自由；瑞典政治則日漸保守，由國王行使極大權力。
1895年兩國廢除「兩國法律」（Mellomrikslovene）時，自由貿易便遭禁止，大幅減弱維持聯合的理由。

### 領事風波
「領事風波」是聯合解體的一個遠因。自1814年挪威被迫與瑞典結成聯合起，瑞典外交部便總理兩國外交事務。故此，世界各國只有瑞典派駐的大使和領事。挪威自1850年代起就成為海洋大國，在外的挪威人較瑞典人更需要向領事求助；挪威船隻經商的大城市卻不一定有瑞典領事駐守，瑞典領事也經常不顧挪威人利益。
挪威船員對瑞典外交政策越來越不滿，反對聯合的左翼黨也致力爭取挪威對外派駐領事，作為解散聯合的步驟。支持聯合的右翼黨認為保持聯合可使挪威得到軍事保護，但瑞典於1895年威脅以武力把挪威留在聯合時，右翼黨的理據便不攻自破。
挪威左翼黨首倡不妥協的「拳頭政策」，右翼黨也強烈爭取「實際上」的獨立，要求挪威和瑞典起碼在聯合中有平等的地位。雖然兩黨都致力以協商解決爭議，但輿論卻越來越激烈。
瑞典和挪威都增加了軍費。挪威修繕了孔斯溫格和弗雷德里克斯頓的要塞，也在接鄰瑞典的邊界上建造新要塞。

## 解體前夕

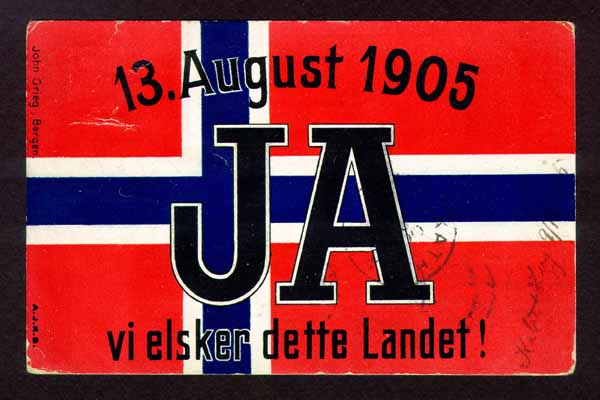
公民投票的宣傳明信片，挪威國旗上寫着
對！我們熱愛祖國

1905年初，克里斯蒂安·米切爾森籌組由左右兩派人士組成的聯合政府，專門爭取挪威對外派駐領事的權力。挪威議會通過相關法案。如米切爾森所料，奧斯卡二世國王拒絕接受法案，他因而在5月27日率領政府總辭；然而，國王以「現時無法另組內閣」為由，拒絕他們呈辭，使挪威陷入憲政危機。6月7日，挪威議會通過決議：
|  | 鑑於內閣全體成員業已辭職，而國王已聲明他無力組織一個新內閣，憲法下的王權從而停止其職能，議會授權已辭職的內閣代理挪威的臨時政府，並行使給予國王的各種職權，其根據是：在同一國王領導下的瑞典與挪威之間的聯合已經解體，而國王停止其作為挪威國王職能的這一事實，已經使種種變革成為必需。 |

挪威認為在這僵局中，兩國聯合形同解體，並以6月7日為獨立日。
瑞典政府起初視這決議為叛亂，但表明願意以談判方式終止聯合，其中一個條件是挪威公民投票。挪威於8月13日舉行公投，八成半的挪威男性參與，結果有368,208票的99.95%大比數支持結束聯合，只有184票反對。政府遂確認聯合已經解體。雖然挪威女性當時還未有普選權，但婦權運動收集了超過20萬名支持獨立的婦女的簽署。
北極探險家弗里喬夫·南森專程赴英國，成功爭取了英國支持挪威獨立。

## 卡爾斯塔德談判

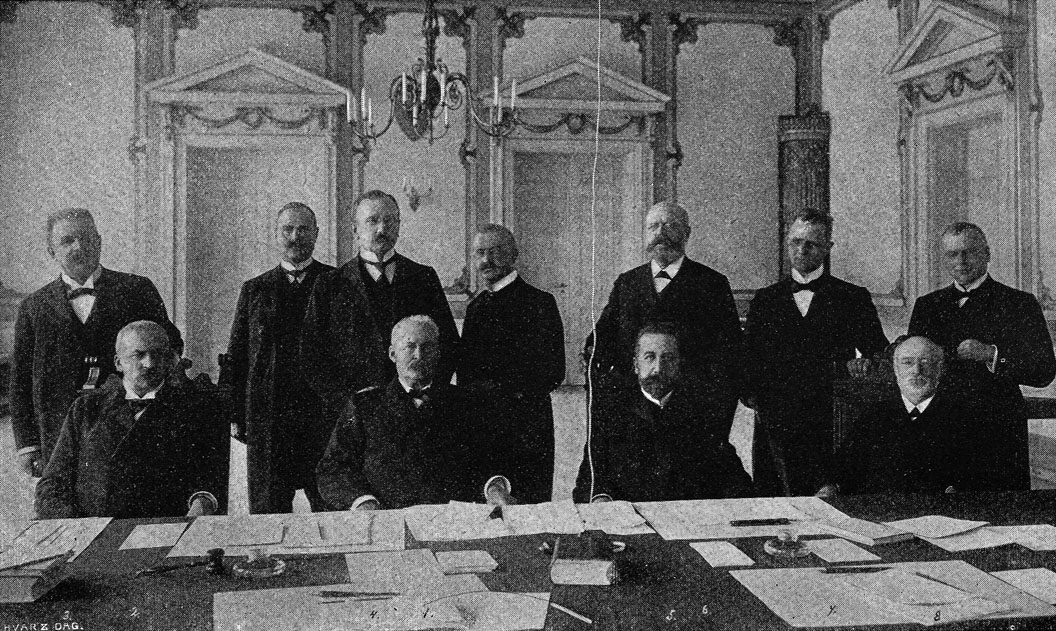
9月23日會議上兩國代表留影

8月31日，挪威和瑞典代表於瑞典卡爾斯塔德會談，商討解體的條款。雖然許多瑞典右翼議員都傾向以強硬態度應對，但歷史學家指出國王一早已決定：寧可失去聯合，也不與挪威開戰。歐洲大國認為獲大部分國民支持的獨立運動是合法的，瑞典恐怕鎮壓挪威獨立會招來各國孤立，也不願看見兄弟邦之間的關係雪上加霜。
9月中，談判進度不理想，兩軍都在邊境增設佈防，相距只有2公里。挪威左翼政客認為雖然人數遠少於瑞典軍，但必要時還是應該以戰爭取得獨立。
9月23日，談判結束，兩軍都自邊境撤退。挪威議會和瑞典議會分別在10月9日和13日通過解體條款。10月26日，奧斯卡二世放棄挪威王位。雖然挪威自6月7日起便自視為獨立，但瑞典認為它是10月26日才獲得獨立。

## 選出國王

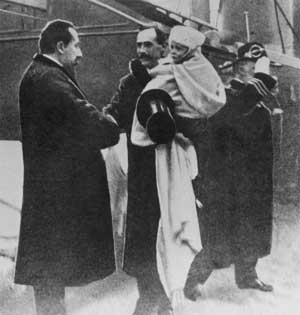
米切爾森首相在克里斯蒂安尼亞迎接新任國王哈康七世和王儲奧拉夫王子。

挪威議會在6月7日的決議中，邀請國王奧斯卡二世允許其中一名幼子繼承挪威王位，好讓貝爾納多特王朝繼續統治挪威。挪威政府以此宣告，他們單方面宣告獨立不會影響挪威的君主制，以爭取歐洲大國支持──當時除法國外，大部分歐洲國家都是君主國。
跟宣告獨立不同，邀請貝爾納多特王朝繼承王位並未得到廣泛支持。議會內的5名議員反對君主制，支持共和制的財政部長古納爾·克努森更因此辭職。雖然大眾認為奧斯卡二世不會接受這邀請，但待他10月26日正式拒絕後，爭議才平息。
挪威議會早就預料奧斯卡二世不會接受邀請，故此在夏季就聯絡了丹麥王儲弗雷德里克33歲的次子卡爾王子。議會曾考慮其他人選，但最終選擇了卡爾，其中一個原因是他已經有一個兒子，但最重要的是他是英國愛德華七世女兒莫德的丈夫。議會認為選擇跟英國王室有關係的人當國王，可以獲得英國的支持。
卡爾王子取得挪威代表的信任，尤其因為他對挪威自由民主運動的認識。雖然挪威憲法規定，議會可在王位出缺時選出新國王，但卡爾知道很多挪威人（包括很多有權勢的政治家和軍官）都想挪威成立共和國。卡爾並未因議會的意願而接受王位，相反，他表示只有全民投票通過保留君主制後，議會再選他為王，他才會接受王位。
11月12至13日，挪威舉行當年第二次全民投票，結果以259,563票贊成、69,264反對的比數，通過維持君主制。很多支持共和制的選民都投了贊成君主制，因為他們認為這有助新獨立的挪威得到歐洲多個君主國支持。
挪威人民明確表達對君主制的支持後，議會11月18日以大比數向卡爾發出接任挪威王位的邀請。卡爾當晚就答應了，並取名哈康，他2歲的兒子阿歷山大也改名奧拉夫。哈康和奧拉夫都是傳統挪威國王採用的名字，之前兩位同名國王為1380年去世的哈康六世和1387年去世的奧拉夫四世。故此，挪威的新國王就是哈康七世，他的兒子成為王儲奧拉夫。
新任王室成員於11月25日抵達首都克里斯蒂安尼亞（今稱奧斯陸）。哈康七世2日後向挪威憲法宣誓。

## 1905年的重要性
挪威在1814年和1905年都爭取過獨立，分別標誌着瑞典-挪威聯合的起始和終結，但兩者顯著不同：
- 1814年的獨立運動是由挪威的少數精英進行的政治投機，而1905年的是得到民選官員推動的政治大勢
- 1814年，瑞典入侵挪威；1905年，爭議和平解決
- 1905年時，挪威已經成立獨立主權國家的很多機構和建設
- 1905年時，歐洲各國較於1814年更支持挪威獨立

瑞典和挪威能避免爆發戰爭，外交功不可沒。兩國都明白，它們的地理位置唇齒相依，長期處於敵對狀態對雙方都沒有好處。雖然挪威對瑞典存有不滿之心，但兩國仍保持着兄弟邦的親密關係。
1905年至今，當年很多有關文件都已被銷毀。一些歷史學家推測外國扮演的角色十分重要，特別是英國希望拆散聯合，藉此減少德國對大西洋港口的影響力。

## 外部連結
- 挪威國立圖書館和瑞典國立文物館設立關於1905年的網站 （页面存档备份，存于）
- 挪威國家統計局公佈關於挪威獨立和選舉卡爾王子為國王的兩次全民投票結果 （页面存档备份，存于）